# Alessano
Alessano község (comune) Olaszország Puglia régiójában, Lecce megyében.

## Fekvése
Lecce városától délre, a Salentói-félsziget déli részén fekszik.

## Története
A település neve valószínűleg az Alexis vagy Alexus személynévből származik, míg más vélemények szerint a latin Alexiusból. Noha a vidéket már sokkal korábban lakták, a település a 12. században a normannok fennhatósága alatt alakult ki és vált a Salentói-félsziget egyik vezető településévé. 1818-ig püspöki székhely volt. Fénykorát a 15-16. században élte, ekkor vált a vidék fontos kereskedelmi központjává. A 19. század elejéig hűbéri birtok volt, a Della Ratta, Del Balzo, De Capua, Gonzaga, Guarini, Trani, Brayda, Ayerbo d'Aragona és Zunica-Sforza családok birtokolták. 1806-ban vált önállóvá, amikor a Nápolyi Királyságban felszámolták a feudalizmust.

## Népessége
A lakosság számának alakulása:

## Főbb látnivalói
- Palazzo Ducale (15. század)
- Palazzo Legari (16. század)
- Palazzo Sangiovanni (15. század)
- Sant’Antonio-templom (16-17. század)
- San Salvatore-templom (18. század)
- Kapucinus-kolostor (17. század)